# Tynda (Giljoej)
De Tynda (Russisch: Тында) is een rivier in de Russische oblast Amoer. Het is een zijrivier van de Giljoej (zijrivier van de Zeja) in het stroomgebied van de Amoer. Tot in de jaren 1990 was het een van de grootste rivieren van de oblast. Sindsdien daalt het waterpeil echter als gevolg van het opdrogen van de bronnen van de rivier.
Aan de rivier ligt de gelijknamige stad Tynda, de hoofdstad van de Spoorlijn Baikal-Amoer. Andere plaatsen langs de rivier zijn onder andere de dorpen (posjoloks) Vostotsjny en Novo-Tynda.

## Loop
De Tynda ontstaat uit de samenvloeiing van de rivieren Igama en Marsjigiri op de zuidelijke hellingen van het Tsjernysjovgebergte. De rivier heeft een lengte van 112 kilometer of gerekend vanaf de bron van de Igama een lengte van 154 kilometer. Het stroomgebied omvat 4280 km². De rivier stroomt eerst grofweg naar het noordoosten. Bij de instroom van de belangrijkste zijrivier de Getkan in de stad Tynda draait de rivier naar het oosten. Nabij het dorp Pervomajskoje stroomt de rivier uit aan rechterzijde van de Giljoej.
De Tynda heeft het karakter van een bergrivier. In de zomer komt de temperatuur gemiddeld niet hoger dan 4°C (op warme dagen stijgt deze tot 7°C). In het regenseizoen stijgt het waterpeil met 2-2,5 meter. In de winter is de rivier zeer ondiep en raakt deze door de aanwezigheid van permafrost vaak volledig bevroren. Begin oktober is de rivier reeds bevroren als een van de eerste in de oblast. De Tynda is niet bevaarbaar. Vissersboten kunnen er alleen worden gebruikt tijdens de voorjaarsvloed en in het regenseizoen.

## Diepte
Tot de jaren 1990 had de rivier een diepte tussen de 5,13 en 5,17 meter, maar nadat een aantal ondergrondse bronnen opdroogden, zakte het waterpeil in de jaren 1990. In 1998 stokte de diepte op 3,2 meter om in 2004 dusdanig ondiep te worden, dat de rivier meer het karakter van een beek leek te krijgen. Tijdens een periode van droogte in 2008 daalde het waterpeil zo ver dat er stukken opdroogden en er riviereilanden en plassen ontstonden.
In 2005 was het waterpeil echter zo hoog dat het voetbalstadion van de stad Tynda en een aantal huizen aan de oever overstroomde. In 2009 werd hiervoor een dijk aangelegd langs de rivieroever bij de stad Tynda.